# Tempelpyramide

Die Pyramide des Kukulcán in Chichén Itzá (ca. 1100) gilt als das klassische Beispiel einer späten mesoamerikanischen Tempelpyramide.

Eine Tempelpyramide ist ein kombiniertes Bauwerk bestehend aus einer – in der Spätzeit meist abgestuften – Pyramide als Substruktion und einem Tempelgebäude als architektonischem Aufsatz.

## Verbreitung
Tempelpyramiden waren ehemals bei einigen Indianerkulturen Nordamerikas (siehe: mounds) sowie im präkolumbischen Mesoamerika verbreitet. Während die Tradition des Bauens von Pyramiden in Nordamerika bereits vor der Ankunft der Europäer abgerissen war, wurden in einigen Gebieten im Hochland Mexikos (Tenochtitlán, Tlatelolco, Castillo de Teayo) und Guatemalas (Iximché, Zaculeu, Q'umarkaj) bis kurz vor der spanischen Conquista Tempelpyramiden errichtet. Im gesamten Norden und an der Pazifikküste Mexikos sowie südöstlich von Honduras bzw. El Salvador existieren derartige Bauwerke nicht.
Ob die Lehmziegelpyramiden (huacas) der Küstenvölker Perus an ihrer Spitze neben Palästen und Gräbern auch Tempel hatten, ist eine strittige Frage. Auch einige Zikkurat-Bauten in Mesopotamien (Babylon) können als Tempelpyramiden bezeichnet werden.

## Datierung
Keine der mesoamerikanischen Tempelpyramiden ist inschriftlich datiert; nur in seltenen Fällen (Tikal, Palenque, Copán) geben Inschriften am oder im Tempel bzw. auf der Inschriftentreppe Hinweise zur Datierung. Die im Folgenden genannten Datierungen beruhen somit im Wesentlichen auf vergleichenden Untersuchungen und Hypothesen der archäologischen Forschung.

## Geschichte

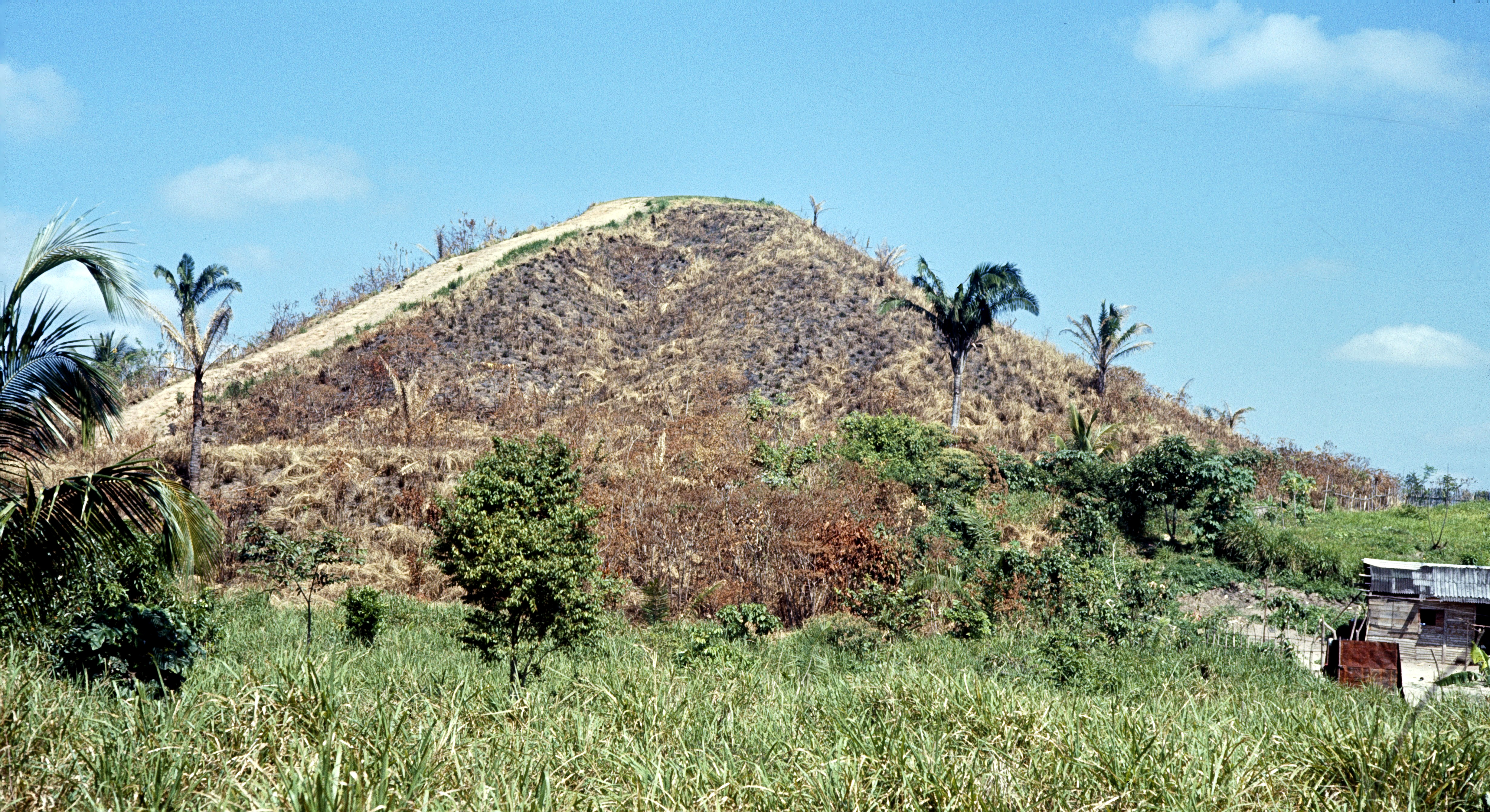
Große Pyramide (Erdhügel) von La Venta (um 500 v. Chr.)

Nach bisherigen Erkenntnissen bzw. begründeten Hypothesen haben sich die mesoamerikanischen Tempelpyramiden aus einfachen, von Menschenhand zum Schutz vor Überschwemmungen errichteten Erdhügeln in der regenreichen Kulturzone der sogenannten Olmeken im Hinterland der mexikanischen Golfküste entwickelt (vgl. Plan von Tres Zapotes); auf diesen wurde ein hüttenartiges ‚Sanktum‘ errichtet. Ob diese einfachen Konstruktionen später auch schon durch Überbauungen vergrößert wurden, ist kaum noch zu klären – nach heftigen Regenfällen verbunden mit Stürmen (Hurricans) mussten jedenfalls sowohl der Tempel als auch der Erdhügel ausgebessert oder erneuert werden; dabei wurden sie oft ein wenig vergrößert und erhöht. Man kann davon ausgehen, dass viele der Erdhügel zum Schutz vor Ausschwemmungen im Lauf der Zeit mit aufgelegten unbehauenen Steinen stabilisiert wurden; größere ebene Trittsteine ermöglichten einen leichteren Aufstieg zum Tempel. In einer späteren Phase wurden die – immer noch weitgehend unbehauenen – Steine vielerorts mit Stuck überzogen, der dann auch reliefiert und/oder farbig bemalt wurde. Gegen Ende der klassischen Phase des mesoamerikanischen Pyramidenbaus (ca. 400 bis 800 n. Chr.) zeigen die meisten Bauten ein Außenmauerwerk aus exakt behauenen Steinen sowie deutlich stärkere architektonische Gliederungen (El Tajín, Edzná), denen manchmal sogar eine Kalendersymbolik innezuwohnen scheint (Chichén Itzá).

## Architektur

### Pyramide
Die meisten erhaltenen Tempelpyramiden – mit Ausnahme der Rundpyramiden von Cuicuilco und Calixtlahuaca im Hochland von Mexiko und der seitlich abgerundeten „Pyramide des Zauberers“ von Uxmal – haben einen (fast) quadratischen oder rechteckigen Grundriss. Das Äußere nahezu aller späteren Bauten ist mehrfach abgestuft (vgl. auch Talud-tablero), die einzelnen Stufen und die abgeflachte Spitze der Pyramide mit dem Tempel konnten betreten werden; damit unterscheiden sie sich grundsätzlich von den klassischen ägyptischen Pyramiden, bei denen ein Besteigen prinzipiell unmöglich war. Die „Sonnenpyramide“ und die „Mondpyramide“ von Teotihuacán scheinen sich noch an älteren ungegliederten Bauprinzipien zu orientieren; auch ist ihr Neigungswinkel vergleichsweise flach.
Die meisten steinernen Tempelpyramiden der klassischen Zeit hatten nur einen Treppenaufgang, der denselben Neigungswinkel hatte wie das Bauwerk selbst und somit quasi auf diesem auflag (Teotihuacán). Bei den postklassischen Pyramiden waren im Maya-Gebiet zwei bis vier Treppen üblich, während es im zentralmexikanischen Hochland selbst bei größeren Bauten bei nur einem Treppenaufgang blieb (Ausnahme: Templo Mayor, Tenochtitlán). Die Treppen vieler Maya-Pyramiden liegen meist vor dem eigentlichen Baukörper, wodurch sowohl Baumaterial als auch anteilige Transport- und Arbeitskosten eingespart werden konnten; darüber hinaus ist die Außenwirkung derartig steiler Bauten deutlich spektakulärer. Die größte Steilheit der Pyramidenkörper wurde in Tikal und Uxmal erreicht.

### Tempel
Die Tempel der Frühzeit (bis etwa 400 n. Chr.) unterschieden sich wohl nicht von den Wohnhütten der Völker Mesoamerikas: Sie bestanden aus etwa 2 m langen, senkrecht und eng nebeneinander gestellten dünnen Ästen, die mit Seilen aus Schlingpflanzen oder Agaven zusammengehalten und in manchen Fällen mit Lehm abgedichtet wurden; die Satteldächer wurden aus Ästen gefertigt, für die Abdeckung wurde Schilf verwendet, welcher in weiten Teilen Mesoamerikas in ausreichendem Maße zur Verfügung stand. Diese Konstruktionen überstanden den ersten Sturm zumeist nicht und mussten deshalb – wie auch die Wohnhütten – permanent repariert oder erneuert werden. Die Idole und Götterbildnisse im Innern der Tempelhütte waren somit den Launen des Wetters ausgesetzt, was ihrem (Macht-)Anspruch sicher nicht zuträglich war.
Irgendwann im Lauf der Geschichte – möglicherweise erst um 400 n. Chr., denn auf den Pyramiden von Teotihuacán wurden keine Spuren von Steintempeln entdeckt – wurden die Holzbauten durch steinerne Konstruktionen – zunächst noch mit hölzernen Dachstühlen und einer Abdeckung aus Schilf – ersetzt; in der klassischen Zeit (ca. 600–800 n. Chr.) waren dann nahezu alle Tempeldächer aus Stein. Das schon bei den klassischen Pyramiden festzustellende In-die-Höhe-Streben wurde durch steinerne durchbrochene Aufbauten oder „Kämme“ (cresterías) auf den Tempeldächern noch verstärkt (Palenque, Tikal, Edzná u. a.). Erst in der postklassischen Periode wurden sowohl die Dimensionen der Pyramiden als auch der Tempel wieder auf ein 'normales Maß' zurückgeführt.
Wie die einfachen Holz- bzw. Schilfhütten der Menschen, so hatten auch die Tempel Mesoamerikas keine Fensteröffnungen – Belichtung und Belüftung erfolgten ausschließlich über die – nicht verschließbare – Türöffnung. In späterer Zeit wurden viele Tempel im Maya-Bereich mit Vor- oder Seitenräumen ausgestattet (Dzibilchaltún, Palenque, Chichén Itzá); diese konnten dann auch Fensteröffnungen haben. Die eigentliche – bei vielen Bauten nochmals um eine Stufe erhöhte – Cella mit dem Götterbildnis blieb jedoch stets im Halbdunkel und durfte nur von den Priestern betreten werden. Opferzeremonien (insbesondere Menschenopfer) fanden – nach bisherigem Wissen – nicht im, sondern vor dem Tempel statt.

## Bilder

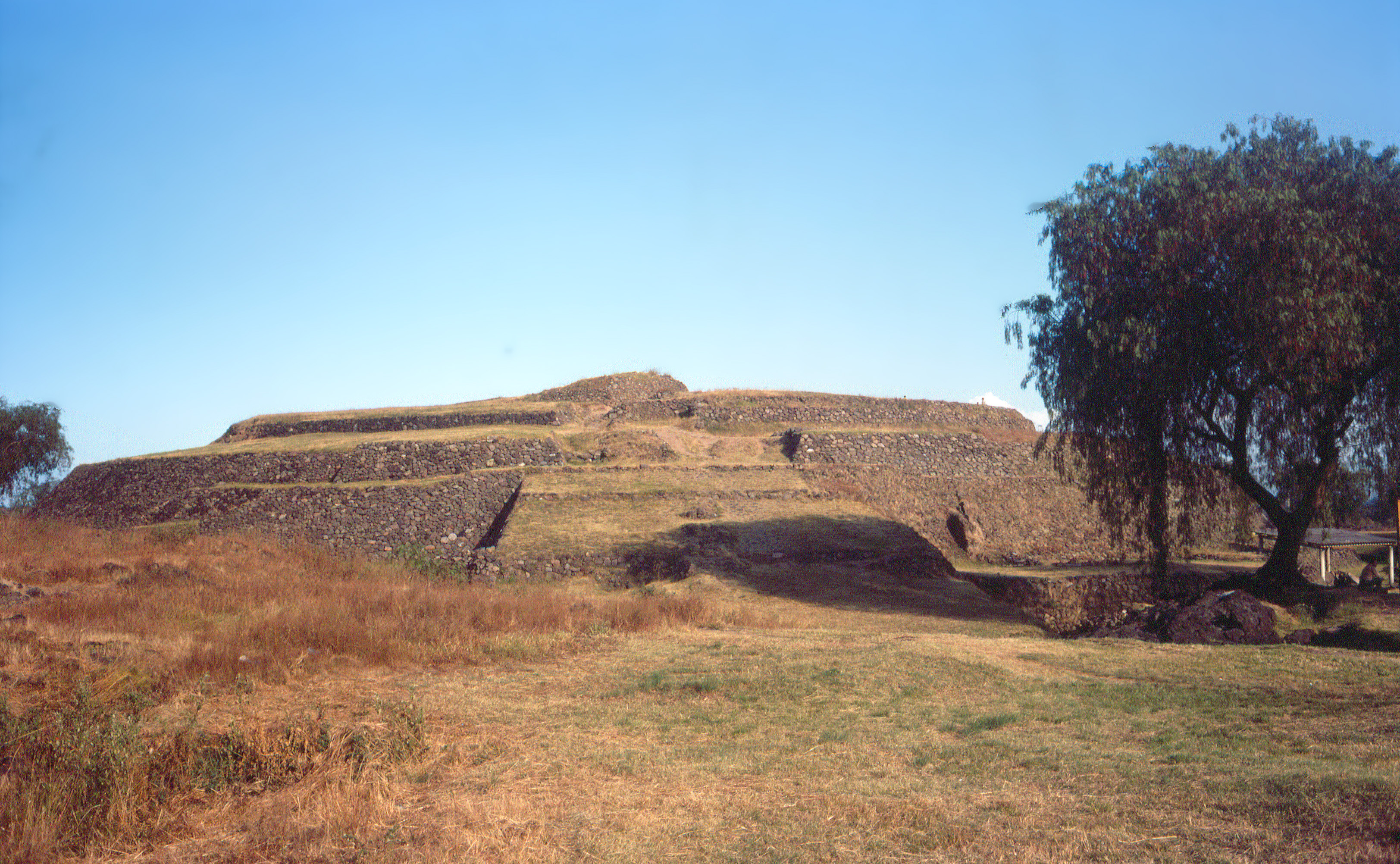
Rundpyramide von Cuicuilco (um 100 v. Chr.)
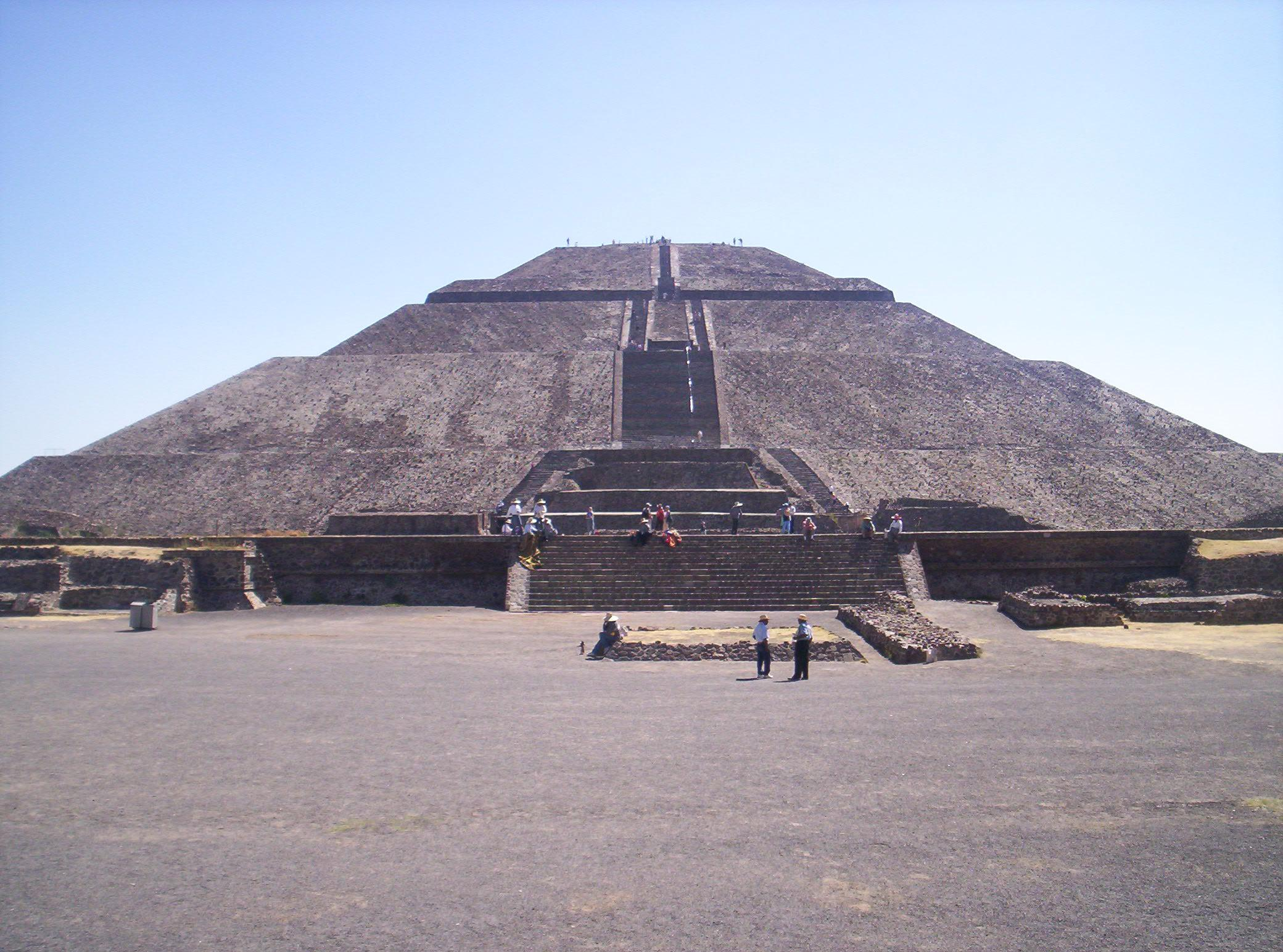
„Sonnenpyramide“ von Teotihuacán (um 300 n. Chr.)
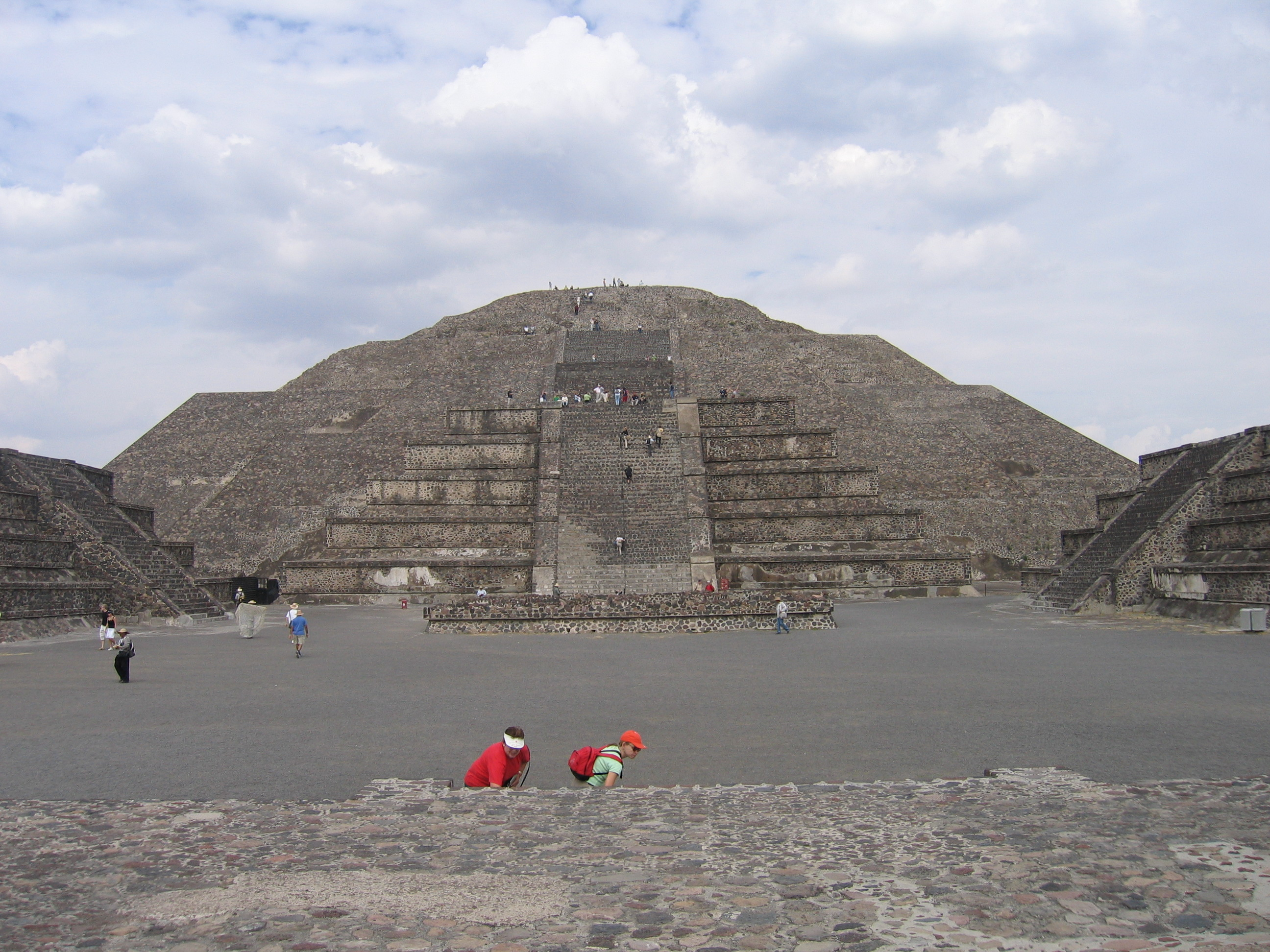
„Mondpyramide“ von Teotihuacán (um 400 n. Chr.) mit späterem Vorbau
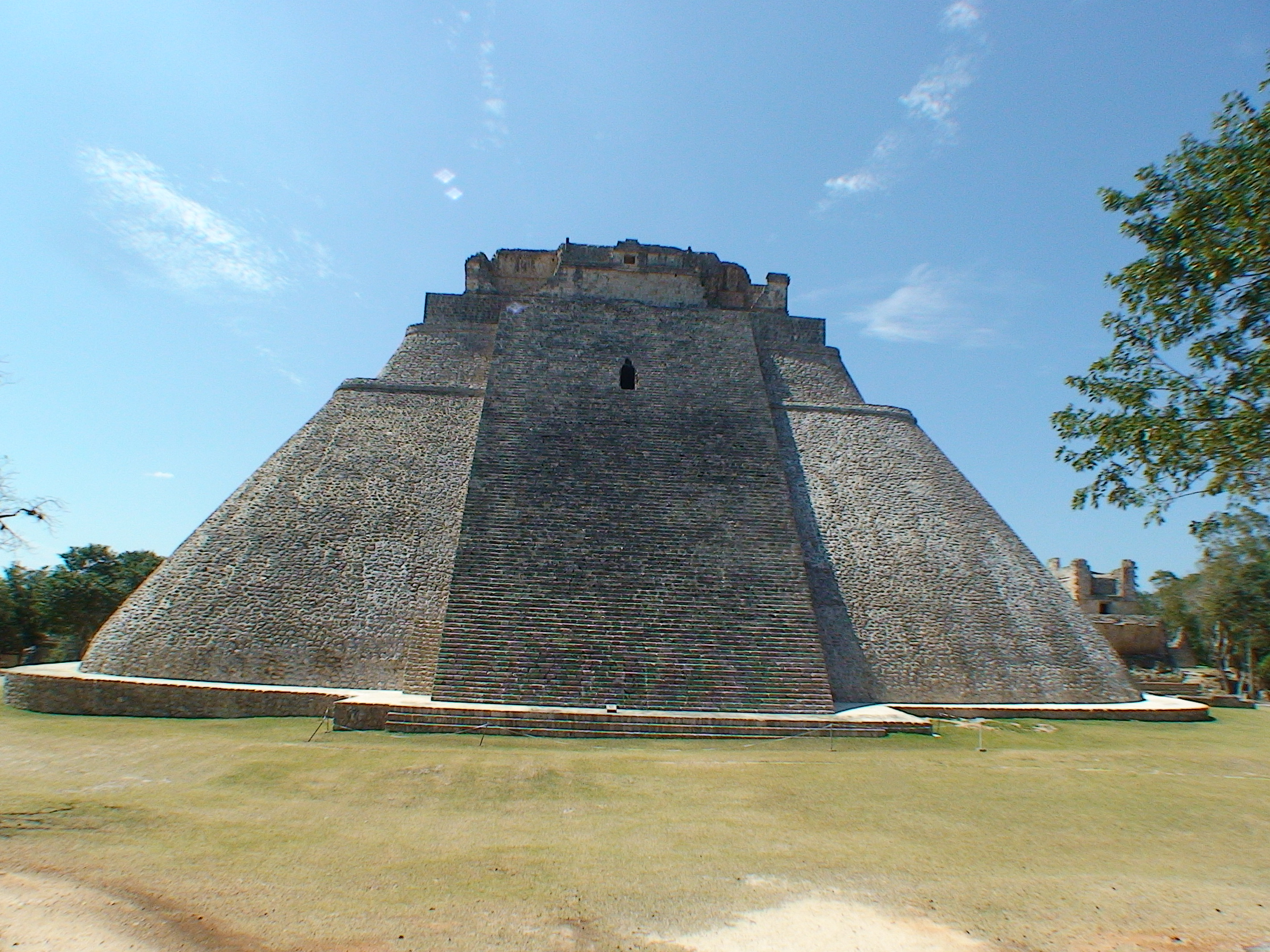
„Pyramide des Zauberers“ von Uxmal (um 600 n. Chr.)
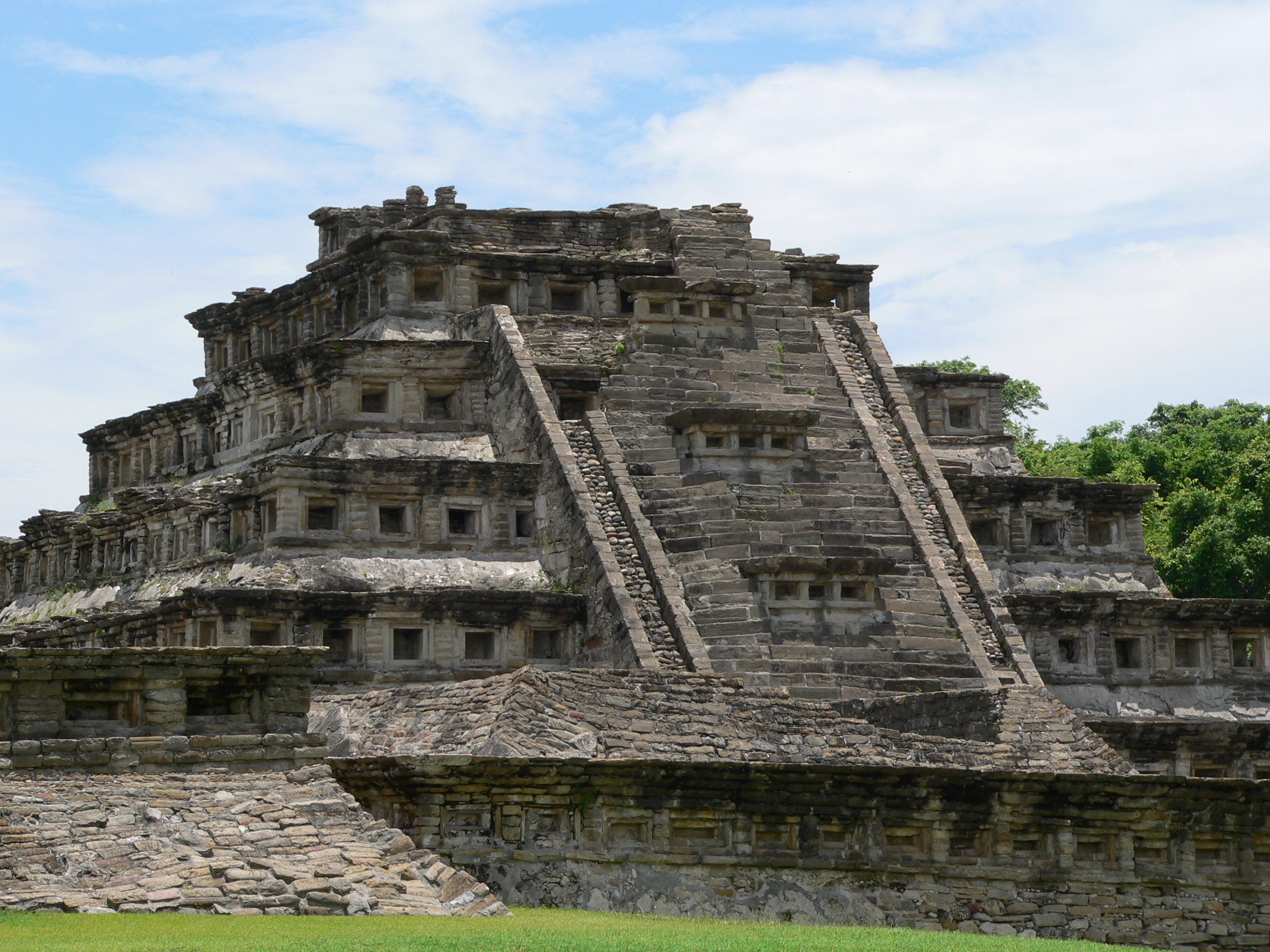
„Nischenpyramide“ von El Tajín (um 700 n. Chr.)
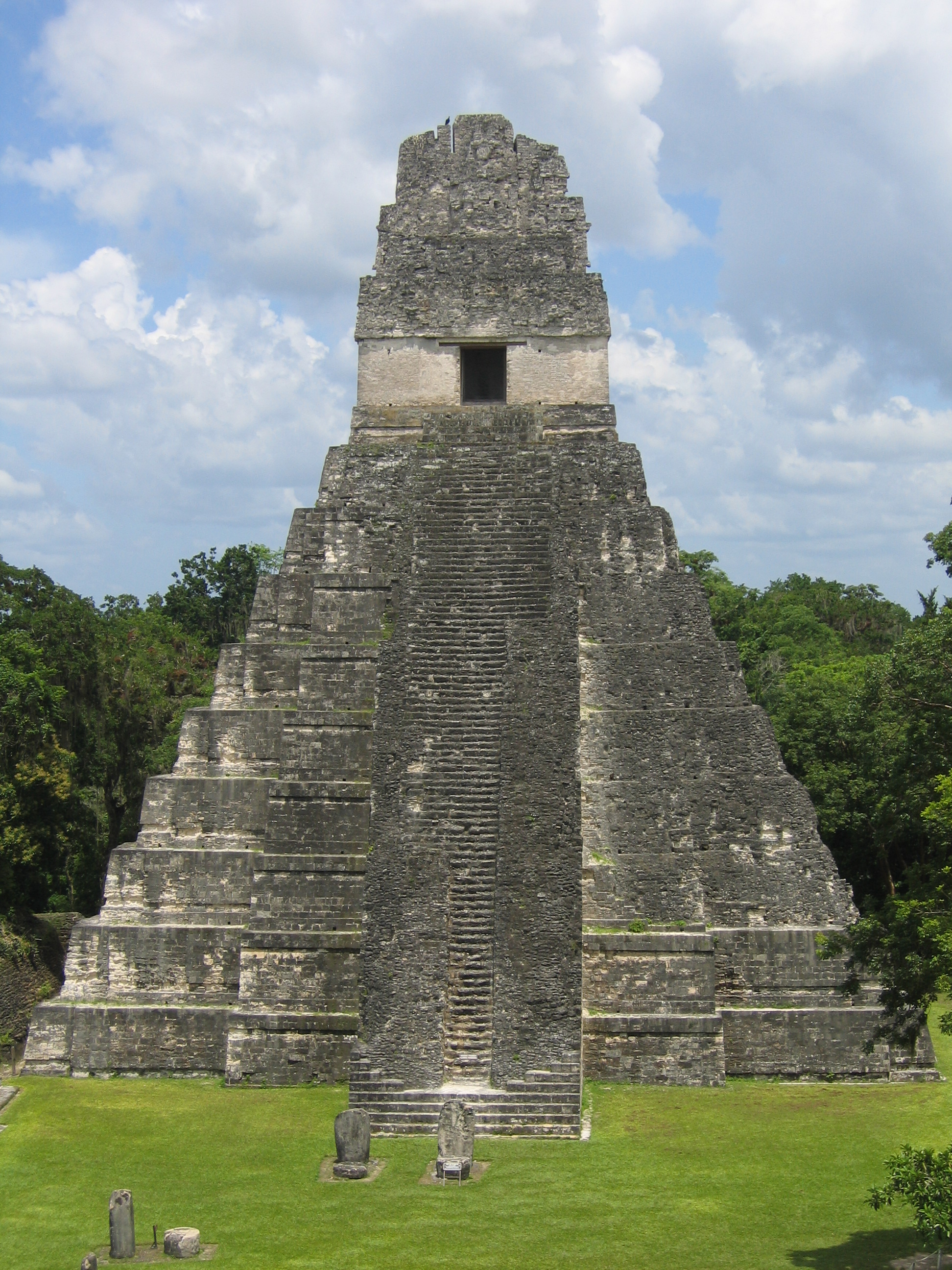
„Tempel 1“ von Tikal (um 700 n. Chr.)
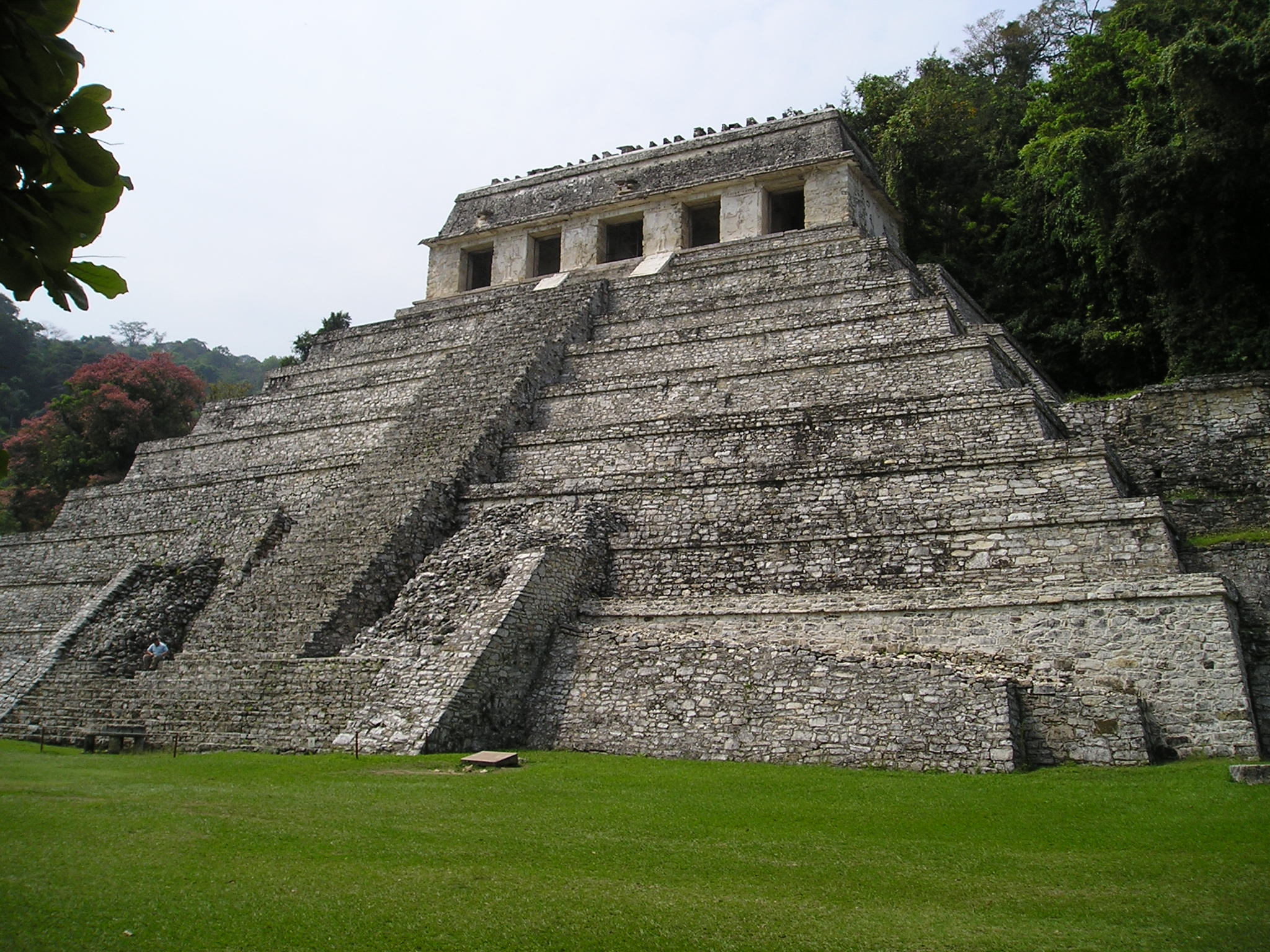
„Tempel der Inschriften“ von Palenque (um 700 n. Chr.)
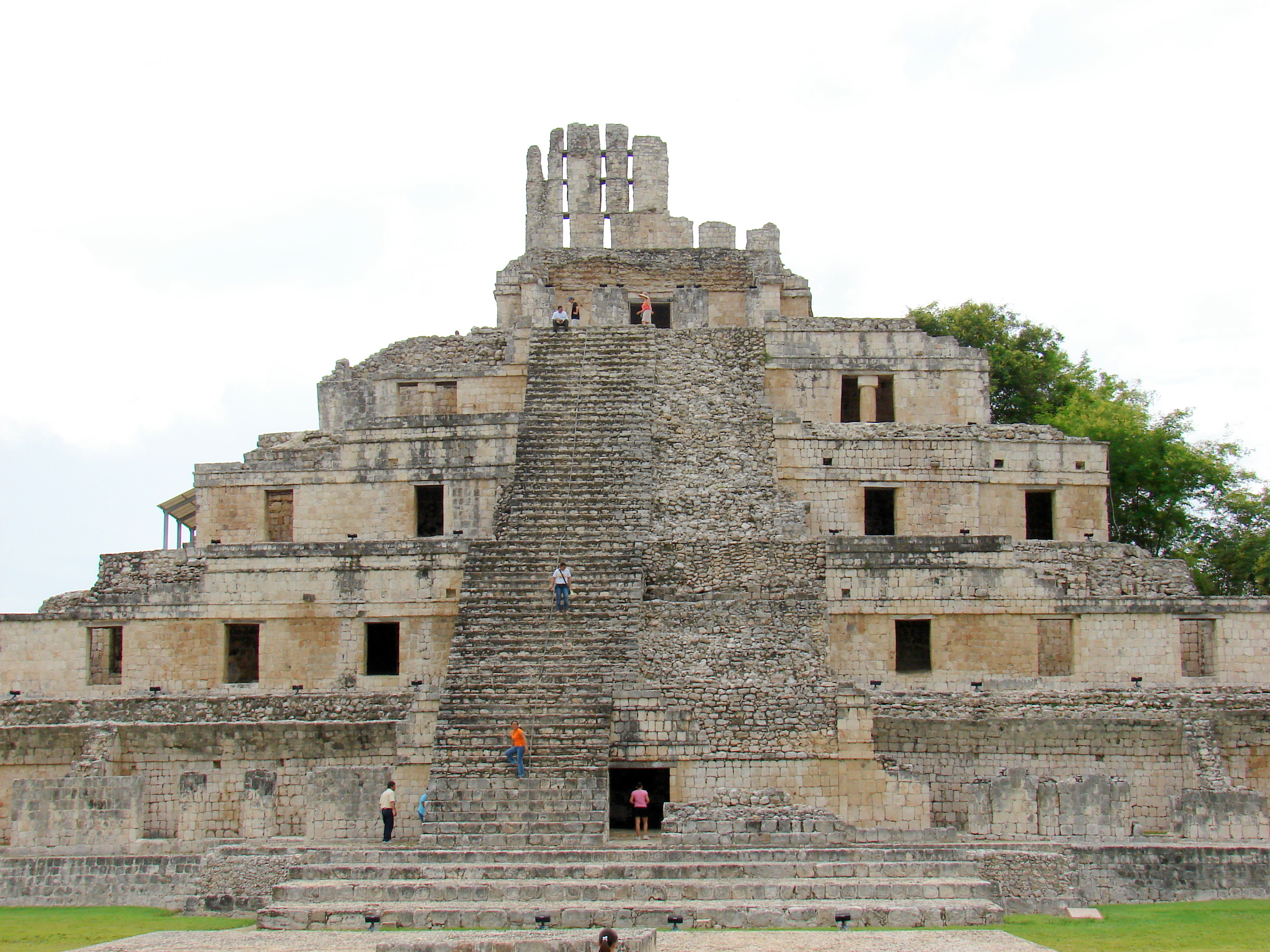
„Palastpyramide“ von Edzná (um 800 n. Chr.)
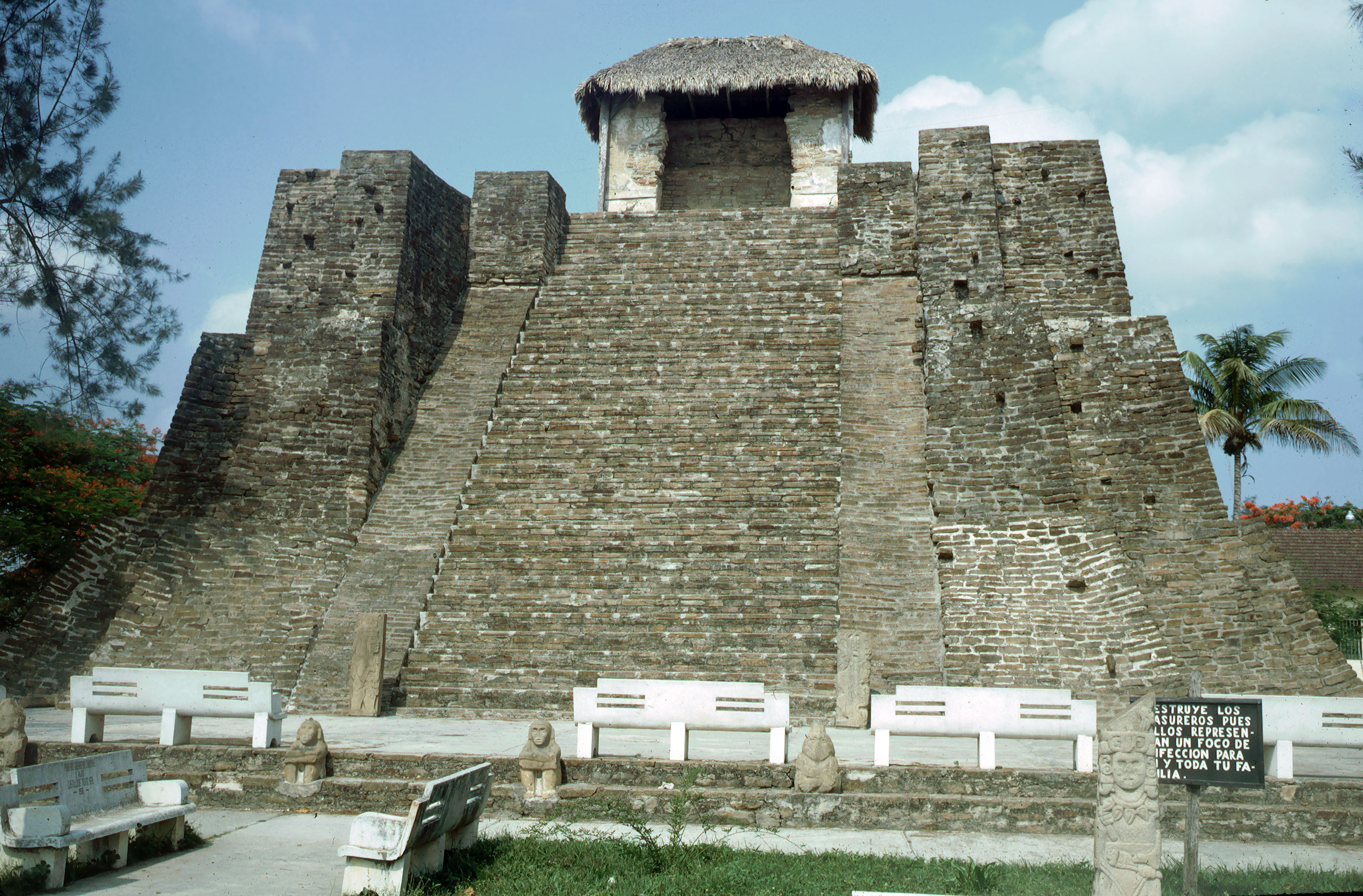
Tempelpyramide von Castillo de Teayo (um 1400 n. Chr.)
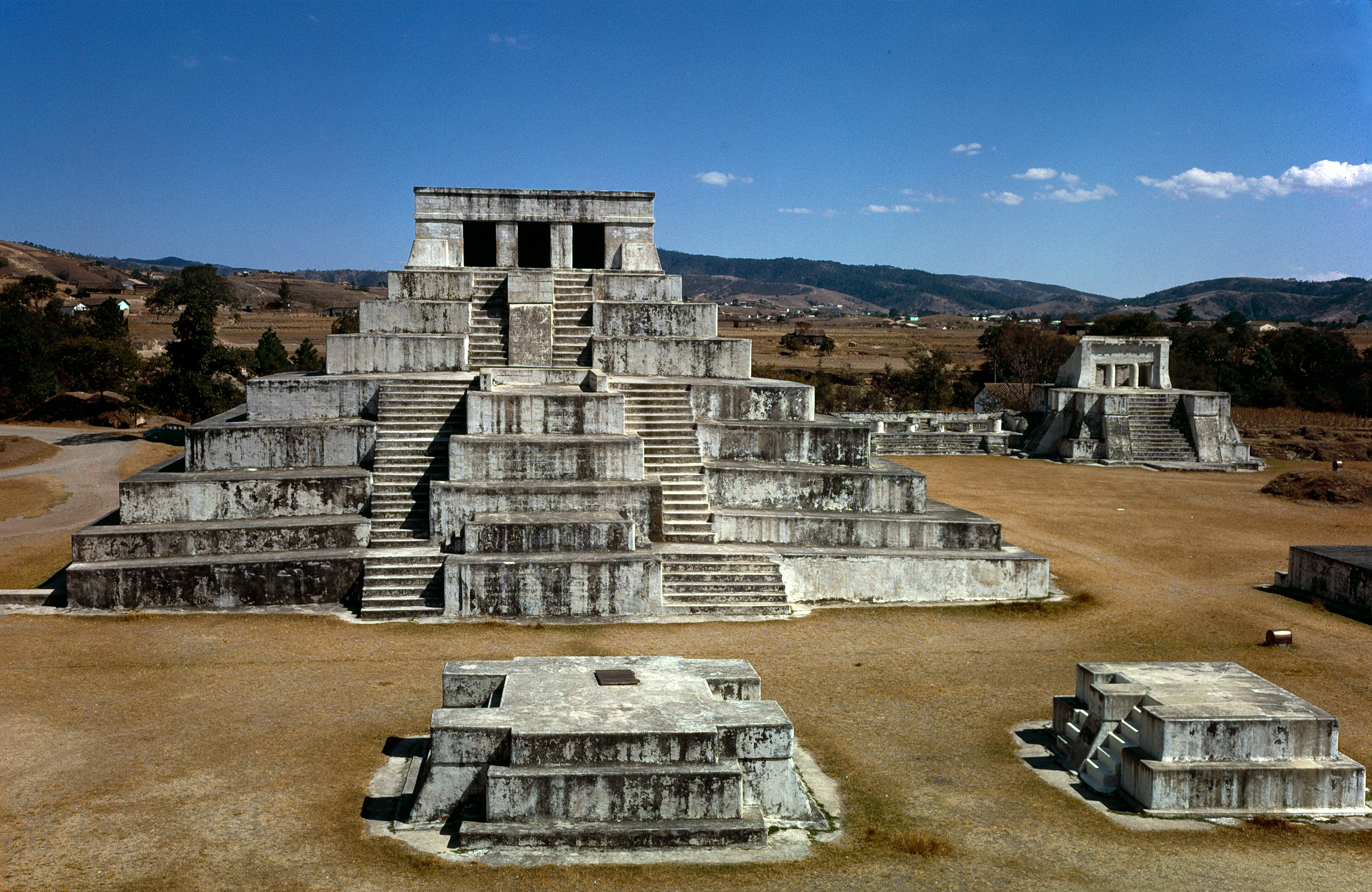
Tempelpyramide von Zaculeu (um 1400 n. Chr.)